# Amphaces
Amphaces (лат.) — род клопов из семейства древесных щитников. Австралия.

## Описание
Длина тела около 1 см (от 8 до 13 мм). От близких родов отличается следующими признаками: максимальная ширина брюшка 4,40—6,55 мм; проводящий канал гениталий самцов короткий; конъюнктива без длинного склеротизированного участка. Amphaces по своим тонким пронотальным краям и очень изменчивому развитию стернального и абдоминального киля, уникален в Acanthosomatinae и близок к Eupolemus. Однако эти два рода сильно отличаются друг от друга строением гениталий самцов. Антенны 5-члениковые. Лапки состоят из двух сегментов. Щитик треугольный и достигает середины брюшка, голени без шипов.

## Классификация
В состав рода включают около 5 видов.
- Amphaces elongata Distant, 1910
- Amphaces ferruginea Dallas, 1851
- Amphaces major Jensen-Haarup, 1928
- Amphaces minor Jensen-Haarup, 1928
- Amphaces proxima Dallas, 1851
- Amphaces subrufescens (Van Duzee, 1905)